# Wallace-csíkosfejű repülőkutya
A Wallace-csíkosfejű repülőkutya (Styloctenium wallacei) az emlősök (Mammalia) osztályába, azon belül a denevérek (Chiroptera) rendjébe és a nagy denevérek alrendjébe tartozó repülőkutyafélék (Pteropodidae) családjának egyik legnagyobb testű faja.
Tudományos nevét Alfred Russel Wallace angol természettudósról kapta.

## Előfordulása
Indonézia területén, azon belül Celebesz szigetén honos.

## Megjelenése
A Wallace-csíkosfejű repülőkutyának három fehér csík van a fején.

## Életmódja
Táplálékát gyümölcsök képezik.

## Külső hivatkozások
- Képek interneten a fajról